# 18e étape du Tour de France 2018
Pour un article plus général, voir Tour de France 2018.
La 18e étape du Tour de France 2018 se déroule le jeudi 26 juillet 2018 de Trie-sur-Baïse à Pau, sur une distance de 171 kilomètres.

## Parcours
Le tracé a peu de relief, avec seulement deux petites côtes.

## Déroulement de la course
Une échappée de cinq coureurs - Boudat, Terpstra, Van Keirsbulck et les deux australiens Durbridge et Hayman - ne comptent pas plus de trois minutes d'avance car plusieurs coureurs de l'équipe Education First-Drapac tenteront de rejoindre l'échappée au cours de l'étape, mais les équipiers Groupama-FDJ vont décourager toute nouvelle tentative. Avant d'entrer dans Pau, les Groupama-FDJ mettent en route pour le sprint, qui est remporté par leur sprinteur Arnaud Démare devant Christophe Laporte.

## Résultats

### Classement de l'étape
| Classement de la 18e étape | Classement de la 18e étape | Classement de la 18e étape | Classement de la 18e étape  | Classement de la 18e étape |
|                            | Coureur                    | Pays                       | Équipe                      | Temps                      |
| -------------------------- | -------------------------- | -------------------------- | --------------------------- | -------------------------- |
| 1er                        | Arnaud Démare              | France                     | Groupama-FDJ                | en 3 h 46 min 50 s         |
| 2e                         | Christophe Laporte         | France                     | Cofidis                     | + 0 s                      |
| 3e                         | Alexander Kristoff         | Norvège                    | UAE Emirates                | + 0 s                      |
| 4e                         | Edvald Boasson Hagen       | Norvège                    | Dimension Data              | + 0 s                      |
| 5e                         | Sonny Colbrelli            | Italie                     | Bahrain-Merida              | + 0 s                      |
| 6e                         | Maximiliano Richeze        | Argentine                  | Quick-Step Floors           | + 0 s                      |
| 7e                         | John Degenkolb             | Allemagne                  | Trek-Segafredo              | + 0 s                      |
| 8e                         | Peter Sagan                | Slovaquie                  | Bora-Hansgrohe              | + 0 s                      |
| 9e                         | Taylor Phinney             | États-Unis                 | EF Education First-Drapac   | + 0 s                      |
| 10e                        | Timothy Dupont             | Belgique                   | Wanty-Groupe Gobert-Alpecin | + 0 s                      |
| modifier                   |                            |                            |                             |                            |

### Points attribués
| Sprint intermédiaire Aurensan (km 73,5) | Sprint intermédiaire Aurensan (km 73,5) | Sprint intermédiaire Aurensan (km 73,5) | Sprint intermédiaire Aurensan (km 73,5) | Sprint intermédiaire Aurensan (km 73,5) |
| --------------------------------------- | --------------------------------------- | --------------------------------------- | --------------------------------------- | --------------------------------------- |
|                                         | Coureur                                 | Pays                                    | Équipe                                  | Point(s)                                |
| 1er                                     | Guillaume Van Keirsbulck                | Belgique                                | Wanty-Groupe Gobert                     | 20                                      |
| 2e                                      | Niki Terpstra                           | Pays-Bas                                | Quick-Step Floors                       | 17                                      |
| 3e                                      | Mathew Hayman                           | Australie                               | Mitchelton-Scott                        | 15                                      |
| 4e                                      | Thomas Boudat                           | France                                  | Direct Énergie                          | 13                                      |
| 5e                                      | Luke Durbridge                          | Australie                               | Mitchelton-Scott                        | 11                                      |
| 6e                                      | Sep Vanmarcke                           | Belgique                                | EF Education First-Drapac               | 10                                      |
| 7e                                      | Jasper Stuyven                          | Belgique                                | Trek-Segafredo                          | 9                                       |
| 8e                                      | John Degenkolb                          | Allemagne                               | Trek-Segafredo                          | 8                                       |
| 9e                                      | Andrea Pasqualon                        | Italie                                  | Wanty-Groupe Gobert                     | 7                                       |
| 10e                                     | Alexander Kristoff                      | Norvège                                 | UAE Emirates                            | 6                                       |
| 11e                                     | Peter Sagan                             | Slovaquie                               | Bora-Hansgrohe                          | 5                                       |
| 12e                                     | Greg Van Avermaet                       | Belgique                                | BMC Racing                              | 4                                       |
| 13e                                     | Daniel Oss                              | Italie                                  | Bora-Hansgrohe                          | 3                                       |
| 14e                                     | Stefan Küng                             | Suisse                                  | BMC Racing                              | 2                                       |
| 15e                                     | Jacopo Guarnieri                        | Italie                                  | Groupama-FDJ                            | 1                                       |
| modifier                                |                                         |                                         |                                         |                                         |

| Arrivée d'étape Pau (km 171) | Arrivée d'étape Pau (km 171) | Arrivée d'étape Pau (km 171) | Arrivée d'étape Pau (km 171) | Arrivée d'étape Pau (km 171) |
| ---------------------------- | ---------------------------- | ---------------------------- | ---------------------------- | ---------------------------- |
|                              | Coureur                      | Pays                         | Équipe                       | Point(s)                     |
| 1er                          | Arnaud Démare                | France                       | Groupama-FDJ                 | 50                           |
| 2e                           | Christophe Laporte           | France                       | Cofidis                      | 30                           |
| 3e                           | Alexander Kristoff           | Norvège                      | UAE Emirates                 | 20                           |
| 4e                           | Edvald Boasson Hagen         | Norvège                      | Dimension Data               | 18                           |
| 5e                           | Sonny Colbrelli              | Italie                       | Bahrain-Merida               | 16                           |
| 6e                           | Maximiliano Ariel Richeze    | Argentine                    | Quick-Step Floors            | 14                           |
| 7e                           | John Degenkolb               | Allemagne                    | Trek-Segafredo               | 12                           |
| 8e                           | Peter Sagan                  | Slovaquie                    | Bora-Hansgrohe               | 10                           |
| 9e                           | Taylor Phinney               | États-Unis                   | EF Education First-Drapac    | 8                            |
| 10e                          | Timothy Dupont               | Belgique                     | Wanty-Groupe Gobert-Alpecin  | 7                            |
| 11e                          | Yves Lampaert                | Belgique                     | Quick-Step Floors            | 6                            |
| 12e                          | Jasper De Buyst              | Belgique                     | Lotto-Soudal                 | 5                            |
| 13e                          | Oliver Naesen                | Belgique                     | AG2R La Mondiale             | 4                            |
| 14e                          | Reinardt Janse Van Rensburg  | Afrique du Sud               | Dimension Data               | 3                            |
| 15e                          | Jacopo Guarnieri             | Italie                       | Groupama-FDJ                 | 2                            |
| modifier                     |                              |                              |                              |                              |

|   | Coureur            | Pays    | Équipe       | Bonifications |
| - | ------------------ | ------- | ------------ | ------------- |
| 1 | Arnaud Démare      | France  | Groupama-FDJ | 10 s          |
| 2 | Christophe Laporte | France  | Cofidis      | 6 s           |
| 3 | Alexander Kristoff | Norvège | UAE Emirates | 4 s           |

### Cols et côtes
| Côte de Madiran (km 53,5) 4e catégorie (1,2 km à 7%) | Côte de Madiran (km 53,5) 4e catégorie (1,2 km à 7%) | Côte de Madiran (km 53,5) 4e catégorie (1,2 km à 7%) | Côte de Madiran (km 53,5) 4e catégorie (1,2 km à 7%) | Côte de Madiran (km 53,5) 4e catégorie (1,2 km à 7%) |
| ---------------------------------------------------- | ---------------------------------------------------- | ---------------------------------------------------- | ---------------------------------------------------- | ---------------------------------------------------- |
|                                                      | Coureur                                              | Pays                                                 | Équipe                                               | Point(s)                                             |
| 1er                                                  | Niki Terpstra                                        | Pays-Bas                                             | Quick-Step Floors                                    | 1                                                    |
| modifier                                             |                                                      |                                                      |                                                      |                                                      |

| Côte d'Anos (km 152,5) 4e catégorie (2,1 km à 4,6%) | Côte d'Anos (km 152,5) 4e catégorie (2,1 km à 4,6%) | Côte d'Anos (km 152,5) 4e catégorie (2,1 km à 4,6%) | Côte d'Anos (km 152,5) 4e catégorie (2,1 km à 4,6%) | Côte d'Anos (km 152,5) 4e catégorie (2,1 km à 4,6%) |
| --------------------------------------------------- | --------------------------------------------------- | --------------------------------------------------- | --------------------------------------------------- | --------------------------------------------------- |
|                                                     | Coureur                                             | Pays                                                | Équipe                                              | Point(s)                                            |
| 1er                                                 | Guillaume Van Keirsbulck                            | Belgique                                            | Wanty-Groupe Gobert                                 | 1                                                   |
| modifier                                            |                                                     |                                                     |                                                     |                                                     |

### Prix de la combativité
- Luke Durbridge (Mitchelton-Scott)

## Classements à l'issue de l'étape

### Classement général
| Classement général | Classement général | Classement général | Classement général | Classement général  |
|                    | Coureur            | Pays               | Équipe             | Temps               |
| ------------------ | ------------------ | ------------------ | ------------------ | ------------------- |
| 1er                | Geraint Thomas     | Royaume-Uni        | Sky                | en 70 h 34 min 11 s |
| 2e                 | Tom Dumoulin       | Pays-Bas           | Sunweb             | + 1 min 59 s        |
| 3e                 | Christopher Froome | Royaume-Uni        | Sky                | + 2 min 31 s        |
| 4e                 | Primož Roglič      | Slovénie           | Lotto NL-Jumbo     | + 2 min 47 s        |
| 5e                 | Nairo Quintana     | Colombie           | Movistar           | + 3 min 30 s        |
| 6e                 | Steven Kruijswijk  | Pays-Bas           | Lotto NL-Jumbo     | + 4 min 19 s        |
| 7e                 | Mikel Landa        | Espagne            | Movistar           | + 4 min 34 s        |
| 8e                 | Romain Bardet      | France             | AG2R La Mondiale   | + 5 min 13 s        |
| 9e                 | Daniel Martin      | Irlande            | UAE Emirates       | + 6 min 33 s        |
| 10e                | Jakob Fuglsang     | Danemark           | Astana             | + 9 min 31 s        |
| modifier           |                    |                    |                    |                     |

### Classement par points
| Classement par points | Classement par points | Classement par points | Classement par points | Classement par points |
| --------------------- | --------------------- | --------------------- | --------------------- | --------------------- |
|                       | Coureur               | Pays                  | Équipe                | Point(s)              |
| 1er                   | Peter Sagan           | Slovaquie             | Bora-Hansgrohe        | 467 points            |
| 2e                    | Alexander Kristoff    | Norvège               | UAE Emirates          | 196 pts               |
| 3e                    | Arnaud Démare         | France                | Groupama-FDJ          | 183 pts               |
| 4e                    | John Degenkolb        | Allemagne             | Trek-Segafredo        | 148 pts               |
| 5e                    | Julian Alaphilippe    | France                | Quick-Step Floors     | 134 pts               |
| 6e                    | Greg Van Avermaet     | Belgique              | BMC Racing            | 134 pts               |
| 7e                    | Andrea Pasqualon      | Italie                | Wanty-Groupe Gobert   | 107 pts               |
| 8e                    | Sonny Colbrelli       | Italie                | Bahrain-Merida        | 92 pts                |
| 9e                    | Daniel Martin         | Irlande               | UAE Emirates          | 85 pts                |
| 10e                   | Christophe Laporte    | France                | Cofidis               | 82 pts                |
| modifier              |                       |                       |                       |                       |

### Classement du meilleur jeune
| Classement général du meilleur jeune | Classement général du meilleur jeune | Classement général du meilleur jeune | Classement général du meilleur jeune | Classement général du meilleur jeune |
|                                      | Coureur                              | Pays                                 | Équipe                               | Temps                                |
| ------------------------------------ | ------------------------------------ | ------------------------------------ | ------------------------------------ | ------------------------------------ |
| 1er                                  | Pierre Latour                        | France                               | AG2R La Mondiale                     | en 74 h 37 min 4 s                   |
| 2e                                   | Guillaume Martin                     | France                               | Wanty-Groupe Gobert                  | + 6 min 27 s                         |
| 3e                                   | Egan Bernal                          | Colombie                             | Sky                                  | + 8 min 31 s                         |
| 4e                                   | Daniel Martínez                      | Colombie                             | EF Education First-Drapac            | + 48 min 41 s                        |
| 5e                                   | David Gaudu                          | France                               | Groupama-FDJ                         | + 58 min 5 s                         |
| 6e                                   | Antwan Tolhoek                       | Pays-Bas                             | Lotto NL-Jumbo                       | + 1 h 12 min 20 s                    |
| 7e                                   | Søren Kragh Andersen                 | Danemark                             | Sunweb                               | + 1 h 18 min 1 s                     |
| 8e                                   | Stefan Küng                          | Suisse                               | BMC Racing                           | + 1 h 18 min 17 s                    |
| 9e                                   | Marc Soler                           | Espagne                              | Movistar                             | + 1 h 38 min 36 s                    |
| 10e                                  | Magnus Cort Nielsen                  | Danemark                             | Astana                               | + 1 h 38 min 50 s                    |
| modifier                             |                                      |                                      |                                      |                                      |

### Classement du meilleur grimpeur
| Classement du meilleur grimpeur | Classement du meilleur grimpeur | Classement du meilleur grimpeur | Classement du meilleur grimpeur | Classement du meilleur grimpeur |
| ------------------------------- | ------------------------------- | ------------------------------- | ------------------------------- | ------------------------------- |
|                                 | Coureur                         | Pays                            | Équipe                          | Point(s)                        |
| 1er                             | Julian Alaphilippe              | France                          | Quick-Step Floors               | 140 points                      |
| 2e                              | Warren Barguil                  | France                          | Fortuneo-Samsic                 | 73 pts                          |
| 3e                              | Geraint Thomas                  | Royaume-Uni                     | Sky                             | 54 pts                          |
| 4e                              | Nairo Quintana                  | Colombie                        | Movistar                        | 40 pts                          |
| 5e                              | Tom Dumoulin                    | Pays-Bas                        | Sunweb                          | 39 pts                          |
| 6e                              | Daniel Martin                   | Irlande                         | UAE Emirates                    | 33 pts                          |
| 7e                              | Steven Kruijswijk               | Pays-Bas                        | Lotto NL-Jumbo                  | 32 pts                          |
| 8e                              | Rafał Majka                     | Pologne                         | Bora-Hansgrohe                  | 31 pts                          |
| 9e                              | Bauke Mollema                   | Pays-Bas                        | Trek-Segafredo                  | 29 pts                          |
| 10e                             | Primož Roglič                   | Slovénie                        | Lotto NL-Jumbo                  | 26 pts                          |
| modifier                        |                                 |                                 |                                 |                                 |

### Classement par équipes
| Classement par équipes | Classement par équipes | Classement par équipes | Classement par équipes |
|                        | Équipe                 | Pays                   | Temps                  |
| ---------------------- | ---------------------- | ---------------------- | ---------------------- |
| 1re                    | Movistar               | Espagne                | en 223 h 9 min 9 s     |
| 2e                     | Bahrain-Merida         | Bahreïn                | + 24 min 20 s          |
| 3e                     | Sky                    | Royaume-Uni            | + 56 min 13 s          |
| 4e                     | Lotto NL-Jumbo         | Pays-Bas               | + 1 h 1 min 38 s       |
| 5e                     | Astana                 | Kazakhstan             | + 1 h 5 min 35 s       |
| 6e                     | Sunweb                 | Allemagne              | + 1 h 55 min 24 s      |
| 7e                     | AG2R La Mondiale       | France                 | + 2 h 0 min 54 s       |
| 8e                     | BMC Racing             | États-Unis             | + 2 h 7 min 53 s       |
| 9e                     | Quick-Step Floors      | Belgique               | + 2 h 26 min 36 s      |
| 10e                    | Mitchelton-Scott       | Australie              | + 2 h 27 min 42 s      |
| modifier               |                        |                        |                        |

## Abandon(s)
Aucun coureur n'a abandonné au cours de l'étape.